# Sony Ericsson W508
Sony Ericsson W508 es un modelo de teléfono móvil de la compañía Sony, puesto en el mercado en febrero de 2009. El teléfono contiene la capacidad de detectar el movimiento en 3 ejes para realizar funciones tales como la cuenta de pasos, entre otras funciones más.

## Especificaciones
El teléfono móvil Sony Ericsson 508 cuenta con un podómetro, un controlador de calorías, un contador de vueltas, calibración avanzada, la medición de la distancia recorrida o la velocidad, así como otras opciones. También dispone de reproductor de música digital y de radio. Por otro lado también permite la conectividad por bluetooth o incluso modificar otro dispositivo, haciendo lo que se denomina Bluejacking.
Este dispositivo también cuenta con la tecnlogia 3G para navegar por a alta velocidad por internet.

### Soporte de imagen
El teléfono cuenta con una cámara de 3.1 MP, zum digital en modo cámara (solo VGA) y la posibilidad de subir las fotografías a las redes sociales o a un ordenador por medio del Bluetooth o el cable USB 2.0.